# Nils Rudebeck

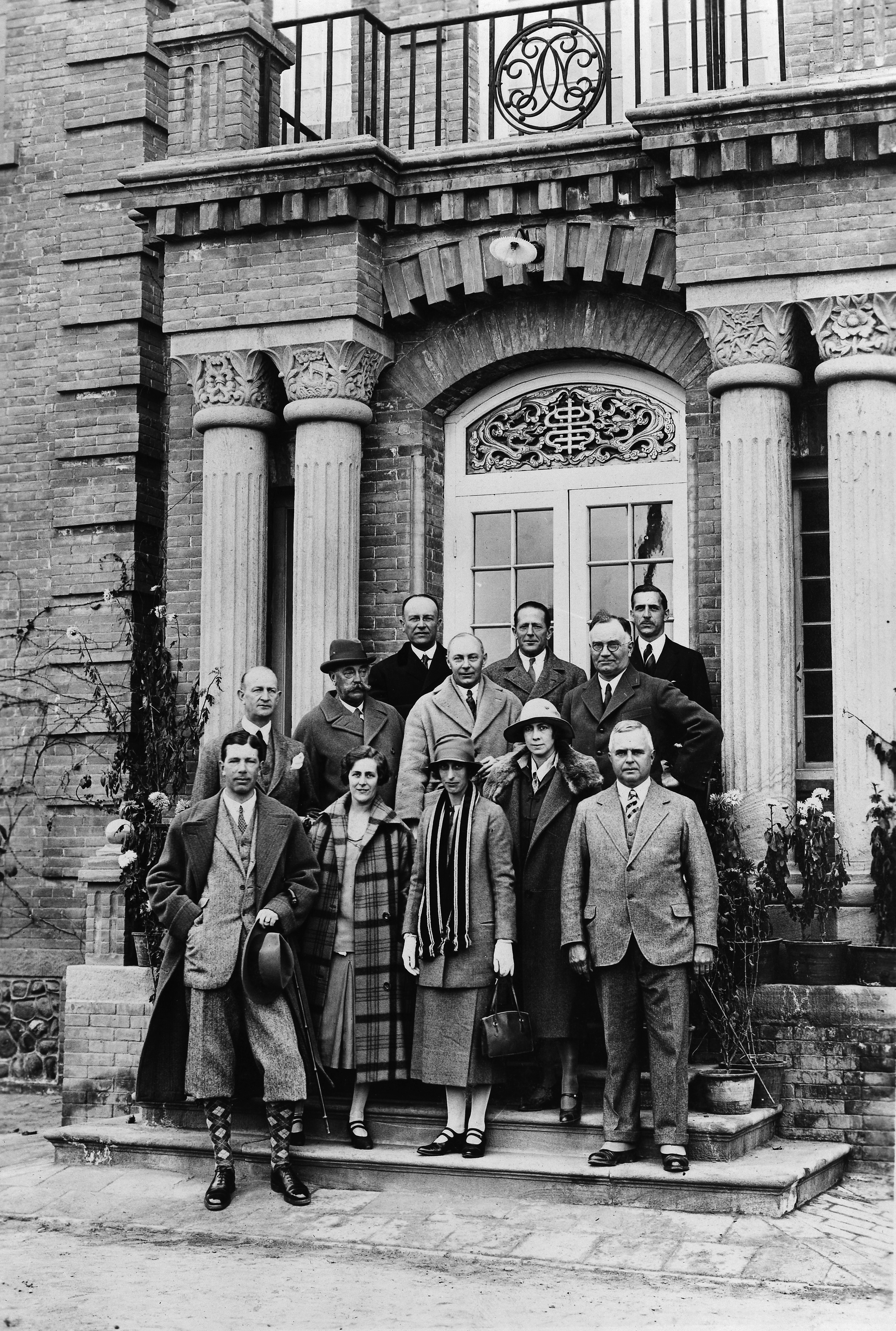
Nils Rudebeck längst till vänster i mittraden tillsammans med bland annat kronprinsparet i november 1926 i Kina. Även hans fru Astrid är med.

Nils Fredrik Louis Rudebeck, född 25 januari 1877 i Malmö, död 31 januari 1964 i Lovö församling, Stockholms län, var en svensk militär och hovman.

## Biografi
Efter mogenhetsexamen i Stockholm 1895 blev Rudebeck underlöjtnant vid Livgardet till häst 1898. Åren 1904–1906 genomgick han italiensk ridskola och tjänstgjorde vid det italienska kavalleriet. Han var 1906–1908 lärare vid Strömsholm, varvid han introducerade den italienska tekniken för terräng- och hinderridning, som senare blev internationellt erkänd. Han övergick 1911 till reserven, befordrades 1914 till ryttmästare och avgick 1942. Rudebeck blev kammarherre hos Prins Wilhelm, hertig av Södermanlands och blev samma år chef för dennes hovstat 1911. Han blev 1915 kammarherre hos kronprins Gustaf Adolf och 1916 hovmarskalk och chef för hans hovstat. I denna egenskap följde han kronprinsparet på deras jordenruntresa 1926–1927. Han utnämndes 1947 till förste hovmarskalk. Rudebeck blev senare underkansler vid Kunglig Majestäts Orden och utnämndes till överstekammarherre 1952.
Nils Rudebeck var son till hovstallmästaren Fredrik Rudebeck och brorson till Sigrid Rudebeck. Han var från 1913 gift med friherrinnan Astrid Rudebeck, född von Platen, som var överhovmästarinna.

## Utmärkelser
- Konung Gustaf V:s jubileumsminnestecken med anledning av 90-årsdagen, 1948.[6]
- Konung Gustaf V:s jubileumsminnestecken med anledning av 70-årsdagen, 1928.[7]
- Kommendör med stora korset av Nordstjärneorden, 6 juni 1936.[8]
- Kommendör av första klassen av Nordstjärneorden, 12 maj 1926.[9]
- Kommendör av andra klassen av Nordstjärneorden, 6 juni 1921.[10]
- Riddare av Nordstjärneorden, 1917.[11]
- Kommendör med stora korset  av Vasaorden med briljanter, 29 februari 1952.[12]
- Kommendör av första klassen av Vasaorden, 6 juni 1934.[13]
- Riddare av första klassen av Vasaorden, 1913.[14]
- Riddare av Carl XIII:s orden, 28 januari 1952.[15]
- Riddare av första klassen av Svärdsorden, 1924.[16]

### Utländska utmärkelser
- Storkors av Belgiska Leopold II:s orden, tidigast 1935 och senast 1940.[17][18]
- Storkors av Danska Dannebrogorden, tidigast 1931 och senast 1935.[7][17], Kommendör av andra graden tidigast 1915 och senast 1918.[19][20]
- Storkors av Etiopiska Menelik II:s orden, tidigast 1950 och senast 1955.[6][21]
- Storkors av Finlands Vita Ros’ orden, tidigast 1935 och senast 1940.[17][18]
- Storkors av Isländska falkorden, 1930.[7][22]
- Första klassen av Japanska Heliga skattens orden, tidigast 1925 och senast 1928.[23][24]
- Storkors av Nederländska Oranien-Nassauorden, tidigast 1947 och senast 1950,[6][25]  Storofficer med svärd tidigast 1925 och senast 1928, [23][24]Storofficer tidigast 1921 och senast 1925.[23][26]
- Storkors av Norska Sankt Olavs orden, tidigast 1928 och senast 1930.[22][24]
- Storkors av Sachsen-Ernestinska husorden, tidigast 1931 och senast 1935.[7][17]
- Storkors av Spanska Civilförtjänstorden, tidigast 1928 och senast 1930.[22][24]
- Storkors av Storbritanniska Victoriaorden 1956, Kommendör av första klassen tidigast 1918 och senast 1921.[20][26]
- Storofficer av Kambodjas orden, senast 1915.[19]
- Kommendör av första klassen av Storbritanniska Empire-orden, tidigast 1921 och senast 1925.[23][26]
- Andra klassen av Thailändska kronorden, senast 1915.[19]
- Kommendör av Franska Hederslegionen, tidigast 1925 och senast 1928.[23][24]
- Officer av Franska Hederslegionen, senast 1915.[19]
- Kommendör av Italienska Kronorden, senast 1915.[19]
- Riddare av andra klassen av Ryska Sankt Stanislausorden, senast 1915.[19]
- Riddare av andra klassen med eklöv av Badiska Zähringer Löwenorden, senast 1915.[19]